# Squadra cipriota di Fed Cup
La squadra cipriota di Fed Cup rappresenta Cipro nella Fed Cup, ed è posta sotto l'egida della Federazione Tennis di Cipro (Kυπριακή Oμοσπονδία).
Essa ha debuttato nel 1995, e ad oggi la sua ultima partecipazione è del 2005, riuscendo a vincere un solo incontro dei 30 disputati nella sua storia. Da allora non ha più preso parte alla Fed Cup, e per questo motivo è stata estromessa dal ranking mondiale stilato dalla ITF.

## Organico 2005
Aggiornato ai match del gruppo III (27-30 aprile 2005). Fra parentesi il ranking della giocatrice nei giorni della disputa degli incontri.
- Irina Letseva (WTA #)
- Stella Kyradji (WTA #)
- Ilina Kroushovski (WTA #)

## Ranking ITF
Non inclusa nel ranking.